# Châtel-sur-Montsalvens
Châtel-sur-Montsalvens (Freiburger Patois Tsathi-chu-Monthêrvinⓘ) ist eine politische Gemeinde im Greyerzbezirk des Kantons Freiburg in der Schweiz. Der frühere deutsche Name Kastels ob Montsalvens wird heute nicht mehr verwendet.

## Geographie
Châtel-sur-Montsalvens liegt auf 910 m ü. M., 5 km östlich des Bezirkshauptortes Bulle (Luftlinie). Das Bauerndorf erstreckt sich in den Freiburger Voralpen am Südhang des Mont Bifé über dem Eingang in das Tal des Jaunbachs (französisch: Jogne), oberhalb des Stausees Lac de Montsalvens.
Die Fläche des 2,0 km² grossen Gemeindegebiets umfasst einen Abschnitt des voralpinen Gebietes im südlichen Teil des Kantons Freiburg. Die südliche Grenze verläuft entlang des Jaunbachs, der hier durch eine tief eingeschnittene Felsschlucht (Gorges de la Jogne) fliesst. Im Südosten hat Châtel-sur-Montsalvens einen kleinen Anteil an der Fläche des Lac de Montsalvens. Vom Jaunbach und dem See steigt das Gelände steil an bis zum Berggrat zwischen dem Jaunbachtal und dem Saanetal. Auf diesem Grat wird oberhalb der Alp Gros Monts mit 1401 m ü. M. der höchste Punkt von Châtel-sur-Montsalvens erreicht. Die östliche Grenze gegen Crésuz bildet ein auf Gros Monts entspringender Seitenbach des Lac de Montsalvens. Von der Gemeindefläche entfielen 1997 7 % auf Siedlungen, 40 % auf Wald und Gehölze, 50 % auf Landwirtschaft, und etwas mehr als 3 % war unproduktives Land.
Zu Châtel-sur-Montsalvens gehören einige Einzelhöfe und Alphütten. Nachbargemeinden von Châtel-sur-Montsalvens sind Broc, Botterens, Crésuz und Val-de-Charmey.

## Bevölkerung
Mit 359 Einwohnern (Stand 31. Dezember 2023) gehört Châtel-sur-Montsalvens zu den kleinen Gemeinden des Kantons Freiburg. Von den Bewohnern sind 83,4 % französischsprachig, 8,8 % deutschsprachig und 3,4 % englischsprachig (Stand 2000). Die Bevölkerungszahl von Châtel-sur-Montsalvens belief sich 1850 auf 113 Einwohner, 1900 auf 139 Einwohner. Nach einem Höchststand um 1920 (279 Einwohner; zahlreiche Bewohner arbeiteten in der Schokoladefabrik Cailler im benachbarten Broc) nahm die Bevölkerung durch starke Abwanderung bis 1970 um zwei Drittel auf 93 Personen ab. Vor allem während der 1980er-Jahre wurde wieder eine deutliche Bevölkerungszunahme verzeichnet.
Einwohnerzahlen: Volkszählungsdaten

## Wirtschaft
Châtel-sur-Montsalvens war bis in die zweite Hälfte des 20. Jahrhunderts ein vorwiegend durch die Landwirtschaft geprägtes Dorf. Noch heute haben die Viehzucht und Milchwirtschaft eine wichtige Bedeutung in der Erwerbsstruktur der Bevölkerung. Weitere Arbeitsplätze sind im lokalen Kleingewerbe und im Dienstleistungssektor vorhanden. In den letzten Jahrzehnten hat sich das Dorf dank seiner attraktiven Lage auch zu einer Wohngemeinde entwickelt. Viele Erwerbstätige sind deshalb Wegpendler, die in den Regionen Bulle oder Freiburg arbeiten. Durch den Bau von zahlreichen Ferienwohnungen hat Châtel-sur-Montsalvens seit den 1960er-Jahren einen touristischen Aufschwung erlebt.

## Verkehr
Die Gemeinde ist verkehrstechnisch recht gut erschlossen. Sie liegt an der Hauptstrasse von Bulle über den Jaunpass nach Boltigen. Durch die Buslinien der Transports publics Fribourgeois, die von Gruyères nach Jaun sowie von Freiburg via La Roche nach Jaun verkehren, ist Châtel-sur-Montsalvens an das Netz des öffentlichen Verkehrs angebunden.

## Geschichte
Die erste urkundliche Erwähnung des Ortes erfolgte erst 1388 unter dem Namen Chastel propre Montservens. Châtel-sur-Montsalvens gehörte im Mittelalter den Herren von Montsalvens, die seit 1182 bezeugt sind. Die Ruine der Burg befindet sich auf einem Hügel südwestlich des Dorfes, heute auf dem Gemeindegebiet von Broc. Ein Teil des Dorfes kam später an die Grafschaft Greyerz, während der andere Teil den Herren von Corbières unterstand. Seit 1475 war Châtel-sur-Montsalvens durch einen Burgrechtsvertrag mit Freiburg verbunden.
Aufgrund des Konkurses von Graf Michael von Greyerz fiel Châtel-sur-Montsalvens 1555 an Freiburg und wurde der Vogtei Greyerz zugeteilt. Nach dem Zusammenbruch des Ancien Régime (1798) gehörte das Dorf während der Helvetik zum Bezirk Greyerz, von 1803 bis 1815 zur Präfektur Corbières und seit 1815 wieder zum Bezirk Greyerz.
Seit 2012 gehört die Gemeinde zum Parc naturel régional Gruyère Pays-d’Enhaut.

## Sehenswürdigkeiten
Die Kapelle Saint-Nicolas-et-Magnus wurde 1699 erbaut. Das Dorf gehört zur Kirchgemeinde Crésuz. Im Ortskern sind charakteristische Häusergruppen aus dem 18. Jahrhundert erhalten.